# Kirchlinteln
Kirchlinteln (dolnoniem. Kerklinteln) - gmina samodzielna (niem. Einheitsgemeinde) w Niemczech, w kraju związkowym Dolna Saksonia, w powiecie Verden.

## Geografia
Gmina Kirchlinteln położona jest 6 km na wschód od miasta Verden (Aller).

## Współpraca
- Letovice, Czechy
- Schönhausen (Elbe), Saksonia-Anhalt